# Pleurothallis simulans
Pleurothallis simulans är en orkidéart som beskrevs av Louis Otho Otto Williams. Pleurothallis simulans ingår i släktet Pleurothallis och familjen orkidéer.
Artens utbredningsområde är Panamá. Inga underarter finns listade i Catalogue of Life.